# Chýnice
Chýnice är en ort i Tjeckien.   Den ligger i regionen Mellersta Böhmen, i den centrala delen av landet, 15 km sydväst om huvudstaden Prag. Chýnice ligger 323 meter över havet och antalet invånare är 278.
Terrängen runt Chýnice är kuperad söderut, men norrut är den platt. Runt Chýnice är det tätbefolkat, med 613 invånare per kvadratkilometer. Närmaste större samhälle är Prag, 15,2 km nordost om Chýnice. Runt Chýnice är det i huvudsak tätbebyggt.